# Mariano Pernía
Mariano Andrés Pernía (född 4 maj 1977 i Buenos Aires) är en argentinsk-spansk före detta fotbollsspelare som spelade som försvarare. Han är son till Vicente Pernía, en annan fotbollsspelare, som ironiskt nog lämnades utanför i Argentinas spelartrupp VM i fotboll 1978.

## Klubbkarriär

### Tidig karriär
Pernía började i sin hemstad, i klubben Independiente, där han reste sig snabbt, men kom aldrig in i klubbens första lag. Det var också där han började spela professionell fotboll.

### Recreativo Huelva
I januari 2003 flyttade Pernía till Spanien, där han började sin karriär i Recreativo Huelva, dåvarande i La Liga. Pernía gjorde sin debut i Recreativos 3–0 förlust till Mallorca i Copa del Rey–finalen 2003, men den andulasiska klubben blev också nedflyttade från La Liga den säsongen. Pernía spelade i 43 ligamatcher då klubben spelade i Segunda División.

### Getafe CF
Pernía var nu 26 år och oavsett hur många matcher han hade spelat, lyckades han ändå inte slå sig in i professionell fotboll. Han bestämde sig för att satsa genom att flytta till Getafe 2004, som nyss hade flyttats upp. Pernía hjälpte klubben genom att göra tre mål mot Real Betis. Han var också en viktig del av klubben, då man lyckades hålla sig kvar i La Liga i slutet av säsongen. Säsongen 2005–06 gjorde Pernía 35 matcher av samtliga 38 för Getafe. Överraskningsnog lyckades Pernía göra 10 mål och 2 assister, vilket var den största för en försvarare på 20 år. Med en bra form hade Pernía en lovande framtid att se fram emot. Valencia försökte köpa honom, men Pernía lämnade Getafe för att så smånningom skriva på ett fyra–års kontrakt för Atlético Madrid säsongen 2006–2007, där han slogs mot Antonio López för positionen. Pernías sista match för Getafe var mot Celta de Vigo, där han blev utvisad. Getafe förlorade matchen med 0–1.

### Atlético Madrid
Pernía började sin nya säsong med höga förväntningar efter att ha flyttat till en storklubb. 